# 1702
Évszázadok: 17. század – 18. század – 19. század
Évtizedek: 1650-es évek – 1660-as évek – 1670-es évek – 1680-as évek – 1690-es évek – 1700-as évek – 1710-es évek – 1720-as évek – 1730-as évek – 1740-es évek – 1750-es évek
Évek: 1697 – 1698 – 1699 – 1700 –  1701 – 1702 – 1703 – 1704 – 1705 – 1706 – 1707

## Események

### Határozott dátumú események
- január 16. – II. Ágost szász választó és I. Lipót német-római császár közötti megállapodás eredményeként a Habsburgok további katonai támogatást szereznek a franciaellenes Nagy Koalíciónak.[1]
- február 7. – A magyarországi várak felrobbantását rendeli el a bécsi Udvari Kamara.[2]
- március 19. (Julián naptár szerint március 8.) – III. Vilmos angol király halálával Stuart Annára száll a trón.
- március 22. – A Jászkunságot – mint újszerzeményi területet – 500 000 forintért zálogba adja I. Lipót a Német Lovagrendnek.[2]
- április 23. – Stuart Annát Anglia, Skócia és Írország királyánőjévé koronázzák Londonban.
- május 16. – Esterházy Pál tiltakozik a jászkun kerület elzálogosítása ellen.[2]
- szeptember 28. – A Német-római Birodalom hadat üzen Franciaországnak.[2]

### Határozatlan dátumú események
- az év folyamán – 
  - Nagy Péter cár bevezeti az általános sorozást és a katonai tisztképző iskolák rendszerét, továbbá megteremti a Balti-flottát és tüzérséget szervez. (Minden 25 jobbágyporta után egy katonát kellett kiállítani. A katonai szolgálati idő korlátlan volt.)[2]
  - Az oroszok elfoglalják Nöteborg svéd erődöt.

## Születések
- január 14. – Nakamikado, a 114. japán császár († 1737)
- február 10. – Carlo Marchionni, itáliai építész († 1786)
- március 27. – Johann Ernst Eberlin, német zeneszerző, orgonista († 1762)
- május 2. – Friedrich Christoph Oetinger, német teozófus († 1782)
- június 26. – Philip Doddridge, angol nonkonformista vallási vezető, zsoltáríró († 1782)
- július 31. – Jean Denis Attiret, francia festő, jezsuita misszionárius († 1768)
- augusztus 15. – Francesco Zuccarelli, itáliai rokokó festő († 1788)
- december 22. – Jean-Étienne Liotard svájci festő († 1789)

## Halálozások
- március 19. (Julián naptár szerint március 8.) – III. Vilmos angol király, születésétől fogva orániai herceg volt. 1672-től III. Orániai Vilmos néven a Holland Köztársaság legtöbb tartományának helytartójaként uralkodott. 1689-től III. Vilmos néven Anglia és Írország, II. Vilmos néven pedig Skócia királya (* 1650)
- március 20. – Misztótfalusi Kis Miklós, nyomdász (* 1650)